# Fabio Carciola
Fabio Carciola (* 25. August 1985 in Kassel) ist ein deutsch-italienischer Eishockeyspieler, der von Januar 2019 bis Januar 2022 beim HC Landsberg in der Eishockey-Bayernliga unter Vertrag stand. Sein jüngerer Bruder Adriano Carciola ist ebenfalls professioneller Eishockeyspieler.

## Karriere
Fabio Carciola begann seine Karriere in der Eishockey Jugend Kassel und wechselte 2000 zu den Adler Mannheim, für deren DNL-Team er bereits im Alter von 15 Jahren zum Einsatz kam. Von 2000 bis 2003 spielte der Flügelstürmer insgesamt drei Spielzeiten für die Jungadler. In der Saison 2002/03 spielte der gebürtige Hesse zudem einige Spiele für die Profimannschaft der Mannheimer. In den folgenden Jahren etablierte sich der Rechtsschütze im Kader des DEL-Rekordmeisters.
Die Spielzeit 2005/06 war die erste, die Carciola komplett in der DEL verbrachte, obwohl er, wie auch die Jahre zuvor, per Förderlizenz für die Heilbronner Falken spielberechtigt war. In der Spielzeit 2006/07 gewann er mit den Adlern die deutsche Meisterschaft. In der Folge-Saison wechselte der Angreifer zu den DEG Metro Stars, bis er zum Spieljahr 2009/10 einen Vertrag bei seinem Heimatverein Kassel Huskies unterschrieb.
Nach drei Saisons im Trikot der Heilbronner Falken wechselte er während seines vierten Heilbronner Jahrs zum EHC Red Bull München in die DEL.

## International
Carciola bestritt bislang drei große Turniere für Jugend-Auswahlmannschaften des DEB. So nahm er an der U-18-Weltmeisterschaft 2003 sowie an den Junioren-Weltmeisterschaften 2004 und 2005 teil. Seit 2006 gehörte der Stürmer auch dem erweiterten Kader der A-Nationalmannschaft an.

## Erfolge und Auszeichnungen
- 2003 Deutscher Pokalsieger mit den Adler Mannheim
- 2005 Deutscher Vizemeister mit den Adler Mannheim

## Karrierestatistik
(Legende zur Spielerstatistik: Sp oder GP = absolvierte Spiele; T oder G = erzielte Tore; V oder A = erzielte Assists; Pkt oder Pts = erzielte Scorerpunkte; SM oder PIM = erhaltene Strafminuten; +/− = Plus/Minus-Bilanz; PP = erzielte Überzahltore; SH = erzielte Unterzahltore; GW = erzielte Siegtore; 1 Play-downs/Relegation; Kursiv: Statistik nicht vollständig)